# 남양주다산고등학교
남양주다산고등학교(南楊州茶山高等學校)는 대한민국 경기도 남양주시 다산동에 있는 공립 고등학교이다.

## 학교 연혁
- 2020년 3월 1일 : 개교 및 초대 황세근 교장 취임
- 2020년 3월 23일 : 제1회 입학식 (10학급 226명 남 157명, 여 69명)
- 2020년 3월 24일 : 원격 교육 선도학교 지정
- 2021년 3월 2일 : 고교학점제 선도 학교
- 2021년 3월 19일 : 진로진학 거점교 지정
- 2023년 1월 4일 : 제1회 졸업식 (223명)
- 2023년 9월 1일 : 제2대 박성일 교장 취임
- 2024년 2월 7일 : 제2회 졸업식 (222명)
- 2024년 3월 4일 : 제5회 입학식 (11학급 335명 남 169명, 여 166명)

## 참고 자료
- 남양주다산고등학교 - 한국교육학술정보원 학교알리미